# At-Tuwajna
At-Tuwajna (arab. التوينة) – miasto w Syrii, w muhafazie Al-Hasaka. W 2004 roku liczyło 5062 mieszkańców.